# Maaltebruggepark

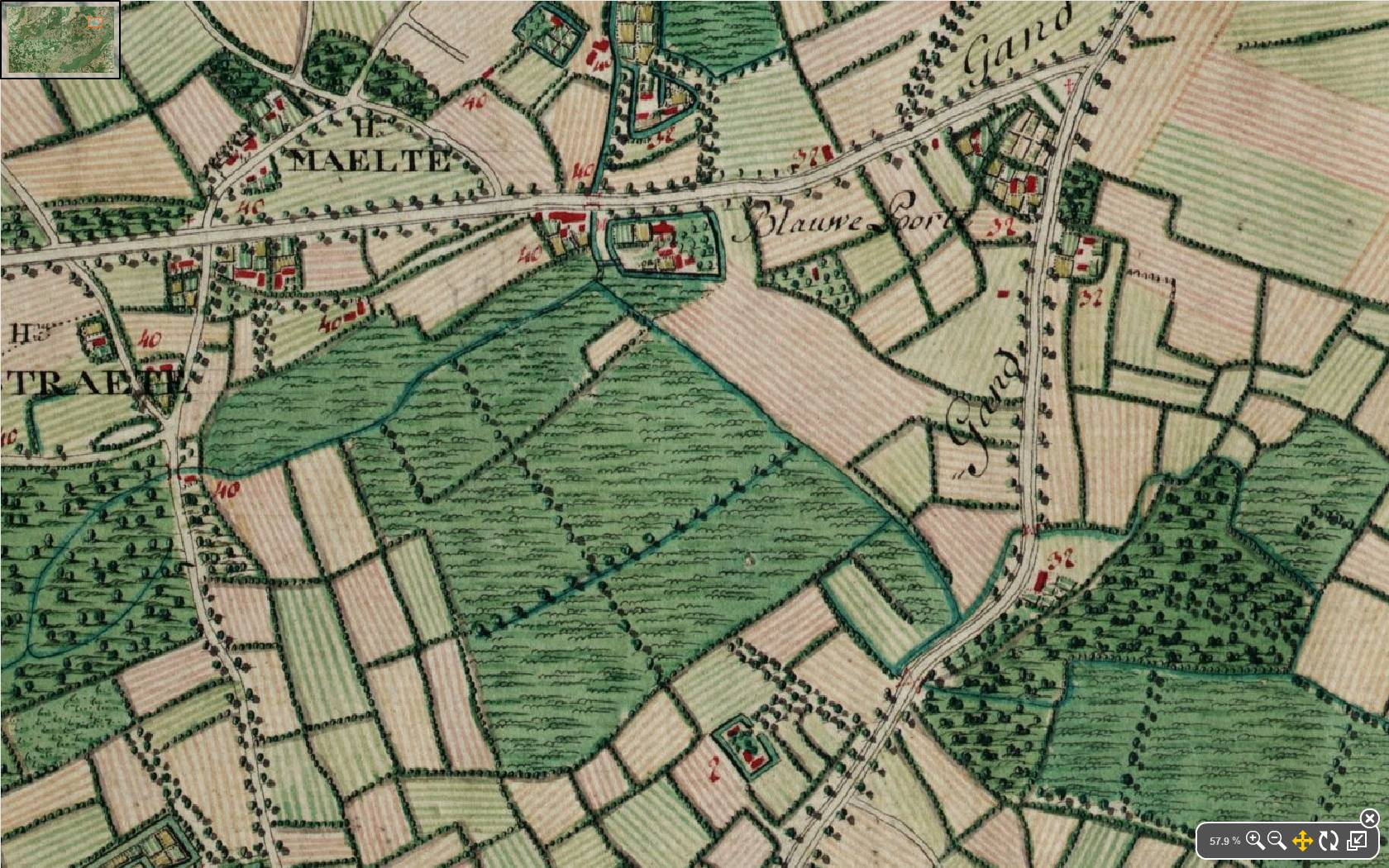
De locatie van het huidige Maaltepark werd op de kaart van Ferraris als Blauwe Poorte aangeduid. Op de kaart zijn duidelijk de Kortrijkse en Oudenaardse steenweg te herkennen. De ringvaart, gegraven in de 20e eeuw, staat er uiteraard niet op.

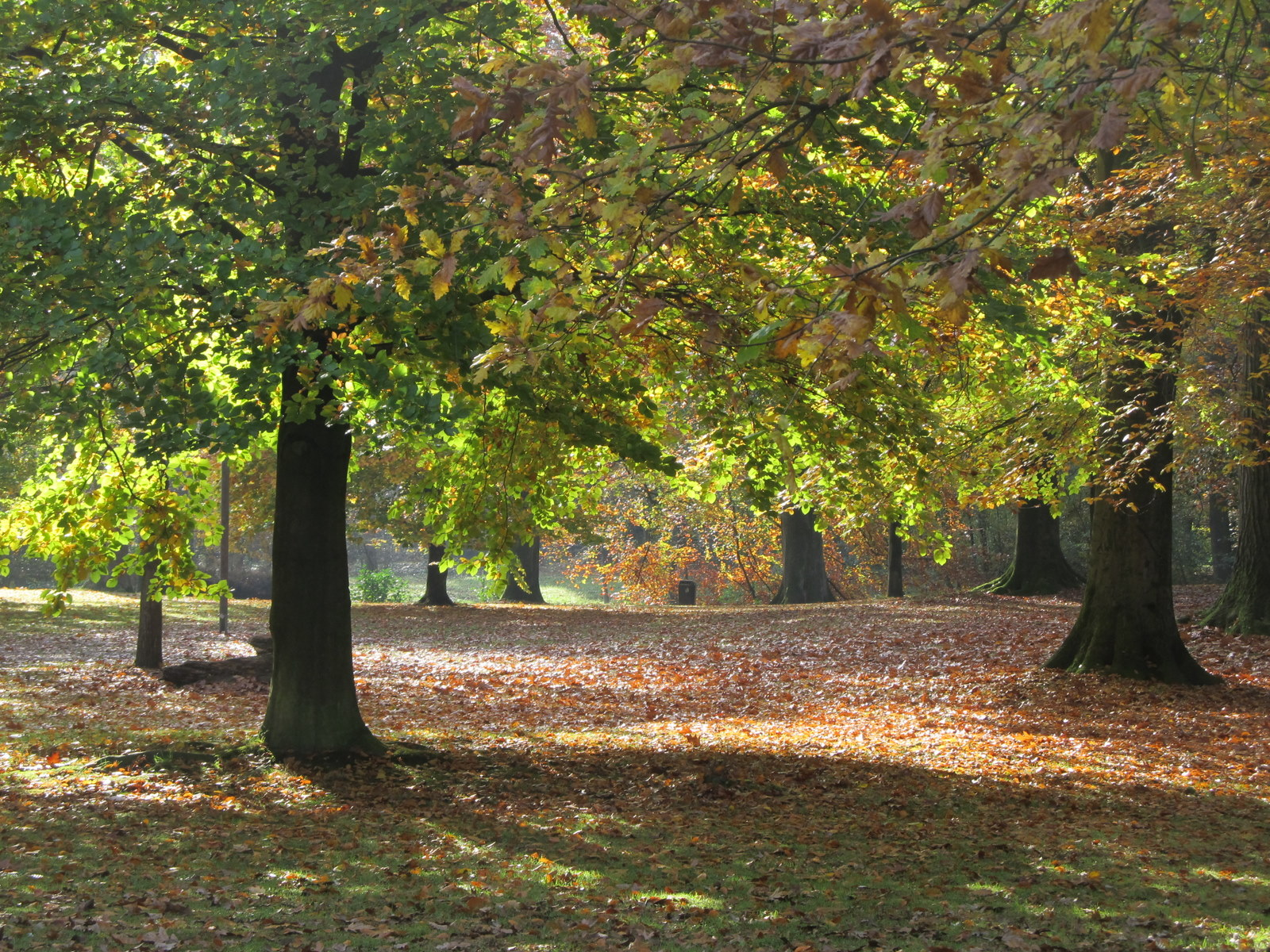
In het park staan veel imposante oude bomen.

Het Maaltebruggepark, ook wel Maaltepark, is een Gents stadspark. Het domein is terug te vinden op de Ferrariskaart van 1775 onder de naam ‘Blauwe Poorte’. Het park wordt een van de portalen van het toekomstige Parkbos (Oost-Vlaanderen). Een deel van het park ging verloren door de aanleg van de ringvaart, maar blijft er waardevol onder andere door de mooie solitaire bomen. Op het gedeelte waar de dieren stonden werd een nieuwe speeltuin aangelegd.
In het park ligt het Maaltebruggekasteel.
Naast het park bevindt zich Don Bosco Sint-Denijs-Westrem, een secundaire school voor wetenschap en techniek. Op dezelfde site naast het Maaltebruggepark bevindt zich ook het internaat.